# Corneliu Cezar

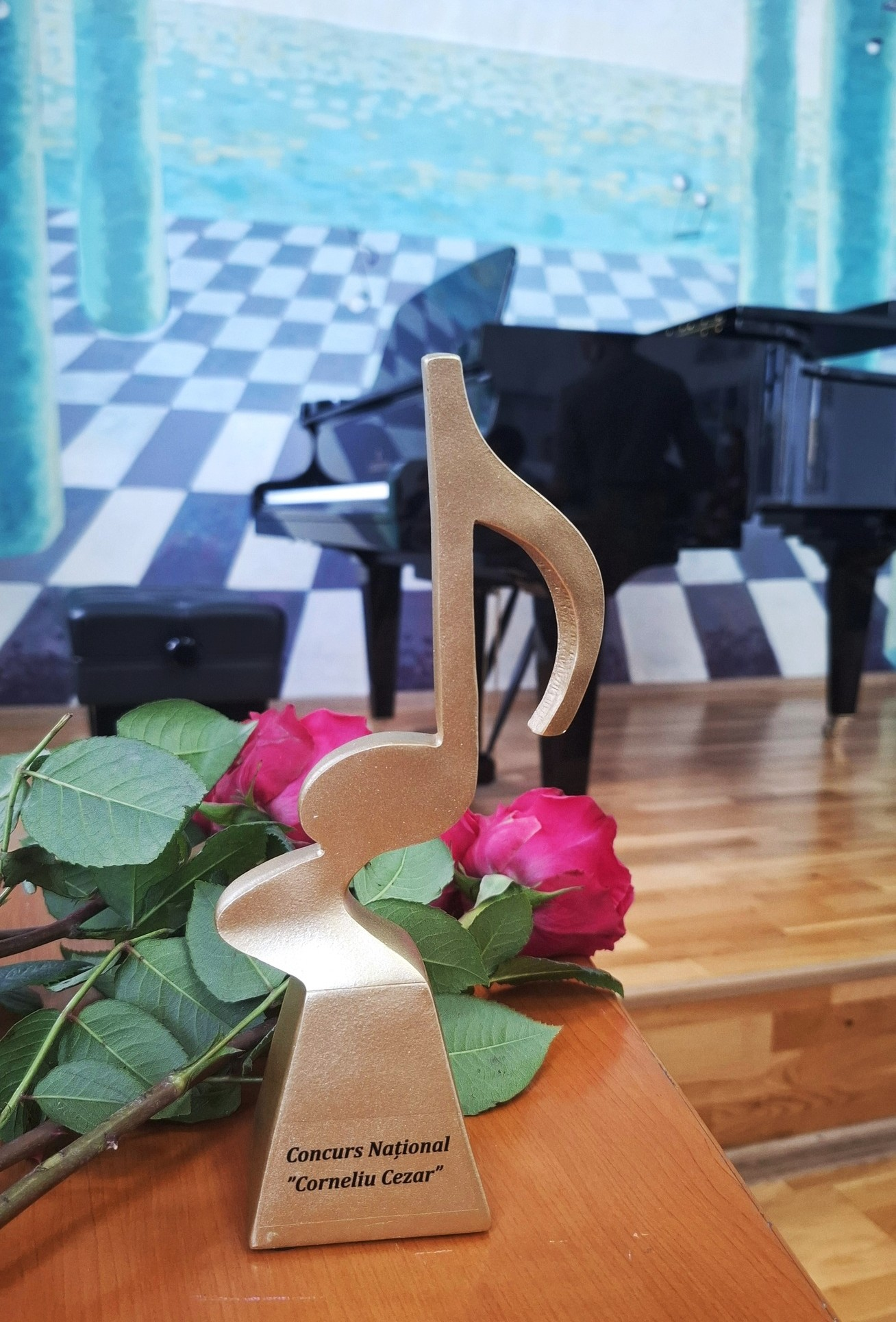
Imagine Concurs de Interpretare Corneliu Cezar - mai 2025

Corneliu Cezar (n. 22 decembrie 1937, București, România – d. 13 februarie 1997, București, România) a fost un compozitor român.

## Date generale
Corneliu Cezar, alături de compozitori și intelectuali români de marcă, precum Octavian Nemescu, Tiberiu Olah, Ștefan Niculescu, Aurel Stroe, Anatol Vieru, Dumitru Capoianu, Pascal Bentoiu, Theodor Grigoriu, Lucian Mețianu, a fost un precursor al postmodernismului în context românesc.
Creația sa se înscrie în zona muzicii culte contemporane.
Corneliu Cezar a făcut parte dintr-un grup de creatori și prieteni (Octavian Nemescu, Ștefan Niculescu, poeții Nichita Stănescu, Daniel Turcea , Ioan Alexandru, pictorii Sorin Dumitrescu, Wanda Mihuleac) care au împărtășit tendințe culturale, filozofice și politice comune, de avangardă.
De numele său este legată apariția și evoluția Curentului Spectral românesc, în special pe direcția Spectralismului Isonic A fost inițiatorull acestui curent în România.
Astfel, el realizează prima lucrare completă de muzică electro-acustică, "AUM", în anul 1965, cu elemente de muzică spectrală, în cadrul Studioului de Muzică Electronică de la Universitatea de Muzică din București.
La Revoluția Română din 1989 a fost semnatar al manifestului „Protest al intelectualilor români”, prin care zeci de intelectuali renumiți își exprimau solidaritatea cu protestatarii din piață și cu spiritul Proclamației de la Timișoara.

## Biografie

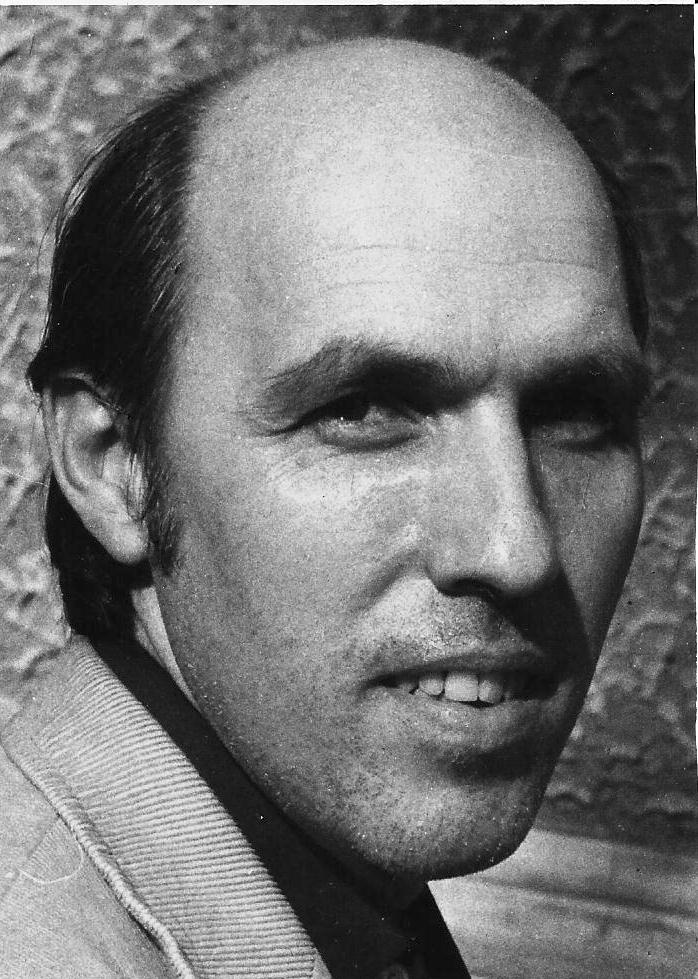
Corneliu Cezar (1983)

Studiile muzicale le-a început la Liceul de muzică nr. 1 din București (1951-1957), cu Cella Delavrancea (pian), Viorel Cosma (istoria muzicii) etc., continuându-le la Conservatorul București (1957-1962) cu Victor Iușceanu (teorie-solfegiu), Marțian Negrea și Mihail Jora (compoziție), Alfred Mendelsohn și Anatol Vieru (orchestrație), Gheorghe Dumitrescu (armonie) etc. Arhivat în 19 octombrie 2014, la Wayback Machine. .
A fost Secretar muzical al Operei Naționale București în perioada 1963-1966. 
A fost membru al Uniunii Compozitorilor și Muzicologilor din România, profesor de pian la Școala de Muzica nr. 2 (din 1966) și, în ultimii săi ani de viață, profesor la Universitatea Națională de Artă Teatrală și Cinematografică „Ion Luca Caragiale” din București.
A susținut conferințe, concerte-lecții, emisiuni radiofonice. A publicat articole în reviste de specialitate și publicații ale vremii: Muzica, Scânteia, etc 
A devenit Doctor în Muzicologie din anul 1996, publicându-i-se post-mortem lucrarea doctorală Tratat de Sonologie - Spre o Hermeneutica a Muzicii București, 2003, la Editura Anastasia, în colecția „Doctorate de excepție”. 
În mai 2025, casa de discuri belgiană Metaphon a editat pe vinil albumul Ziua Fără Sfârșit (Metaphon 023 LP), lansat la 6 mai 2025.

## Familia

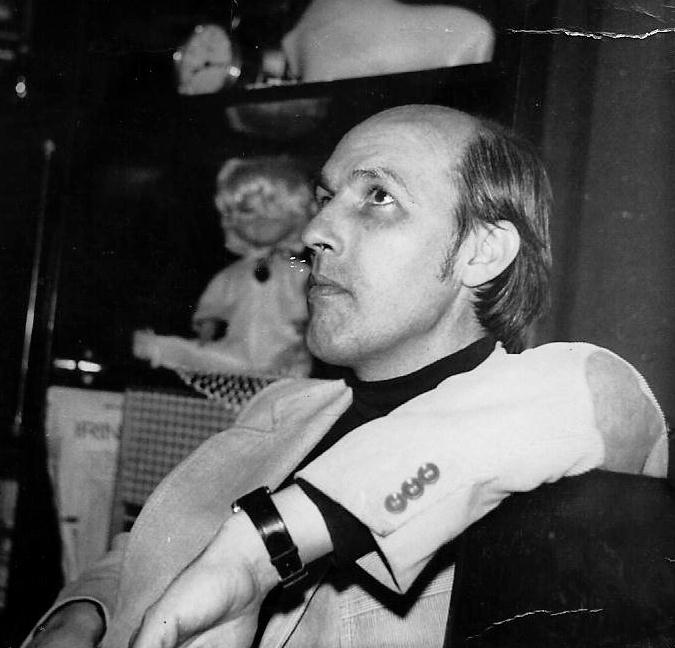
Corneliu Cezar (1979)

A fost căsătorit între anii 1964-1978 cu coregrafa Adina Cezar. 
A avut trei copii, rezultat a două căsnicii: Yvonne Toader (din căsătoria cu Adina Cezar), Emanuel Cezar și Sorina Dima (din căsătoria cu Mihaela Cezar).

A avut patru nepoți (Petru-Sebastian și Maria-Yaelle Toader, Nicholas Mihai Rădulescu și Medeea Dima). 

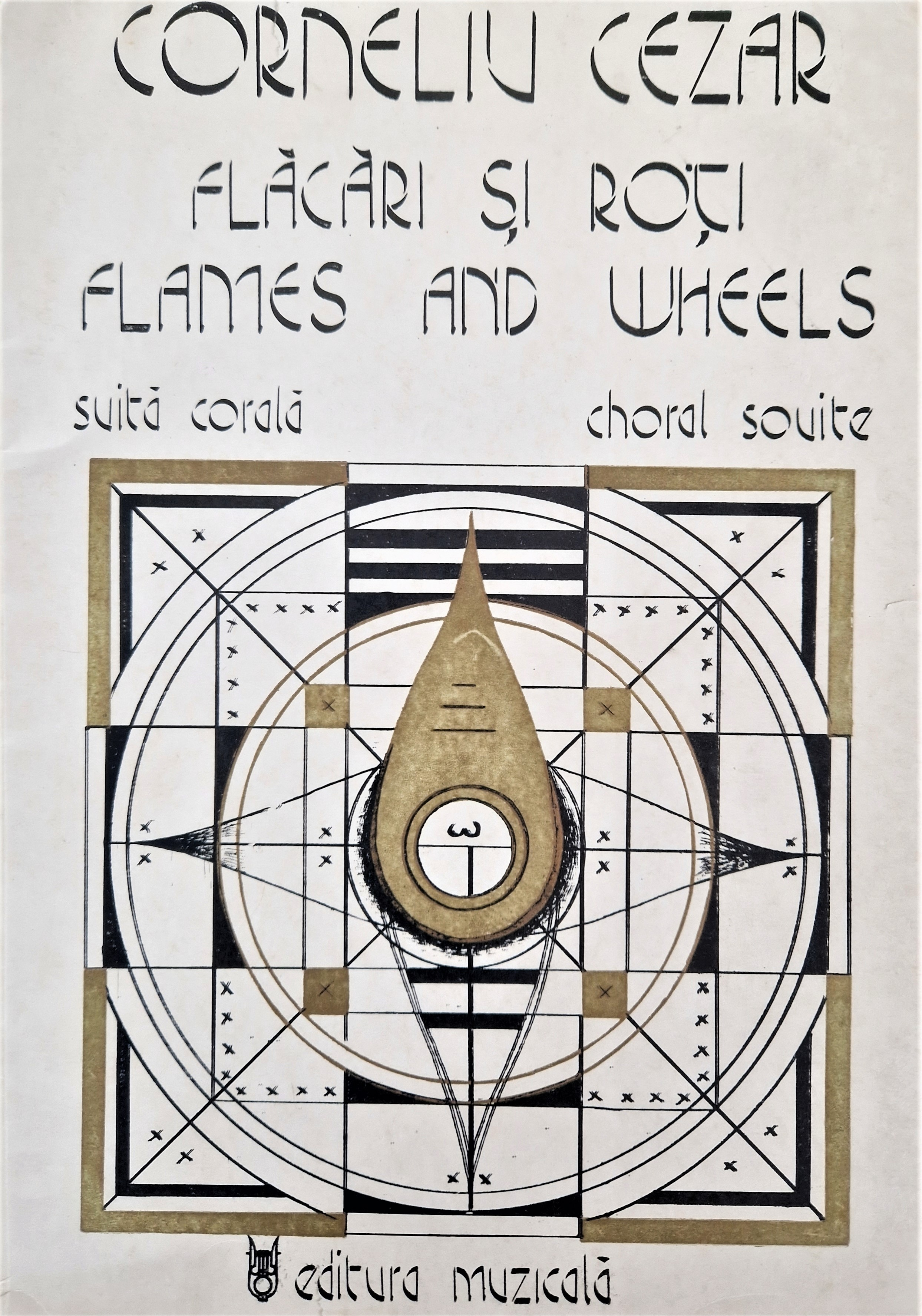
Coperta Partitura

## Distincții
1984 - A fost distins cu Premiul Uniunii Compozitorilor din România.

## Cărți
Introducere în Sonologie, Acțiunea undelor sonore asupra nivelelor fizico-chimic, biologic și psihologic; Editura Muzicală, anul 1984
Tratat de Sonologie - Spre o Hermeneutică a Muzicii, București, 2003, Editura Anastasia, colecția Doctorate de Excepție.

## Lucrări muzicale (listă selectivă)

#### Muzică de scenă, operă
Galileo Galilei (op, 1, după Bertolt Brecht), Opera Națională București, operă într-un act și 3 tablouri, libretul de Corneliu Cezar după piesa lui Bertolt Brecht, 1962; 
Tinerețe fără bătrânețe, 1975, regia Cătălina Buzoianu;
Pinocchio,1982, teatru muzical pentru copii, în două acte (libretul de Corneliu Cezar după A. Collodi  Arhivat în 13 mai 2016, la Wayback Machine.; 
Marioneta fără sfori (1985), operă în două acte, libretul de Corneliu Cezar. Muzică vocal-simfonică (Cantată I-a, II-a, III-a [1960, 1961, 1965], pentru bariton, cor mixt și orchestră. 

#### Muzică corală
Cant. I: Bariton, cor și orchestră, 1960; 
Cant. II: Bariton, cor și orchestră, 1961; 
Circuite: Bariton, cor și orchestră, 1961; 
Cant. III: Bariton, cor și orchestră,1965; 
Flăcări și roți: Suită corală

#### Solo vocal
Aforism, 
Fântâni albastre, 
Cremene, 
Vis 1961, 
Casa mea, 
Sentimentul timpului, 
Frumoasa noapte, 
Bar 1963; 
Alpha Lyrae 1983.

#### Orchestră
Cronica-1964;
AUM, 1965;
Taaora: text polinezian, clarinet, orchestră, bandă magnetică - 1968; 
Ziua fără sfârșit: orchestră, bandă magnetică - 1972;
Rota -1977 .pentru sintetizator, chitară, blockflöte și grup orchestral variabil.

#### Muzică de film
- Anotimpuri (1963);
- Cadențe (Cadences) (1966)
- Pâinea noastră (1967)
- Prea mic pentru un război atît de mare (1970)[9]
- Madrigal în Constelația UNESCO (2013) cu suita corală „Flăcări și Roți” (în prezentarea Cetății Sighișoara, a Cetății Prejmer și a Mănăstirii Voroneț)

#### Altele
Orologiul din Praga (textul Nazim Hikmet), anul 1968; 
Golem (textul H. Leivik), anul 1968; 
Furtuna (textul Ostrovsky), anul 1971; 
Pantomime, anul 1971; 
Nathan înțeleptul (textul G.E.Lessing), anul 1973; 
Pericles (textul W.Shakespeare), anul 1973; 
Istoria Hieroglifică (textul Dimitrie Cantemir), anul 1973; 
Zamolxes (textul Lucian Blaga), anul 1974; 
Cornada (textul Alfonso Sastre), anul 1973; 
Descoperirea României (textul Adrian Păunescu), anul 1974; 
”Broaștele” de Aristofan (teatru radiofonic) - regizor Cristian Munteanu  .

#### A compus muzica mai multor spectacole:
Teatrului Țăndărică: "Punguța cu doi bani "de Ion Creanga, adaptare de Viorica Filipoiu Premiera 05.12.1973, regia Margareta Niculescu; 
Teatrului Țăndărică: Cununa Soarelui de Nella Stroescu, regia Cătălina Buzoianu, 1974. ; 
Teatrul Mic: Omul, continuați să puneți întrebări (textul Ada D'Albon) anul 1977 Arhivat în 19 februarie 2023, la Wayback Machine.
Teatrul National București: Patima Roșie, regia Cornel Toader, 1965
Teatrul Bulandra: Cazul Oppenheimer, regia Cornel Toadea, 1966
Teatrul Ion Creangă: Pinocchio, regia Cornel Toadea, 1982

## Festival de Muzică Corneliu Cezar
- În data de 8 aprilie 2015 a avut loc prima ediție a Festivalului de Muzica Corneliu Cezar.